# Kakan (Insel)
Kakan ist eine längliche unbewohnte Insel in Kroatien, die ungefähr 3 km² groß ist. Der höchste Punkt der Insel liegt 97 Meter über dem Meeresspiegel.
Das Klima auf der Insel ist gemäßigt. Die Durchschnittstemperatur beträgt 16 °C. Der heißeste Monat ist der Juli mit 25 °C und der kälteste der Februar mit 8 °C. Die durchschnittliche Niederschlagsmenge beträgt 1444 Millimeter pro Jahr. Der niederschlagsreichste Monat ist der September mit 216 Millimetern Niederschlag, der trockenste der August mit 40 Millimetern.
Trotz der Unbewohntheit der Insel gibt es hier ein Restaurant sowie eine Grillbar.
Die Insel Kaprije liegt gerade einmal 340 Meter von Kakan entfernt. Südlich, fast zwei Kilometer entfernt die Insel Žirje. Die Entfernung zum Festland beträgt etwa 6,2 Kilometer.